# 272
El año 272 (CCLXXII) fue un año bisiesto comenzado en lunes del calendario juliano, en vigor en aquella fecha.
En el Imperio romano el año fue nombrado como el del consulado de Postumio y Veldumiano o, menos comúnmente, como el 1025 Ab urbe condita, siendo su denominación como 272 posterior, de la Edad Media, al establecerse el Anno Domini.

## Acontecimientos

### Imperio romano
- El emperador romano Aureliano inicia su campaña contra el estado secesionista de Palmira. Logra reconquistar sin oposición alguna toda Asia Menor.
- Asedio de Tiana: Aureliano tiene un sueño con Apolonio de Tiana y decide perdonar a los rebeldes amotinados en la ciudad.
- Batalla de Immae: Aureliano derrota a kilómetros de Antioquía al general Zabdas.
- Batalla de Emesa: Aureliano infrige una derrota aplastante a las fuerzas de la reina Zenobia y del ya mencionado general Zabdas en Emesa (actual Siria).

- El emperador Aureliano reconquista el reino de Palmira, compuesto por Siria, Egipto y gran parte de Asia Menor, capturando a la reina Zenobia.
- Aureliano derrota a los persas y posteriormente al usurpador Firmo en Egipto.
- Roma firma una alianza con el rey de Aksum.

### Imperio sasánida
- El sah Sapor I es sucedido por Ormuz I.

### Religión
- Domicio sucede a Tito como Patriarca de Constantinopla.
- Pablo de Samosata es depuesto como Patriarca de Antioquía.

## Nacimientos
- 27 de febrero: Constantino I el Grande, emperador romano 306-337). (m. 337).
- Fermín de Amiens, "San Fermín", religioso cristiano español. (m. 303).

## Fallecimientos
- San Dionisio (en francés, Denis), primer obispo de París es ejecutado en la colina que más tarde se llamará Montmartre (monte de los mártires).
- Sapor I, rey de Persia.